# Chamadja
Chamadja (hebrejsky חֲמַדְיָה‎, anglicky Hamadia, v oficiálním seznamu sídel Hamadya) je vesnice typu kibuc v Izraeli, v Severním distriktu, v Oblastní radě Emek ha-ma'ajanot.

## Geografie
Leží v oblasti s intenzivním zemědělstvím v nadmořské výšce 186 metrů pod mořskou hladinou, 20 kilometrů jižně od Galilejského jezera, poblíž řeky Jordán v Bejtše'anském údolí, které je součástí Jordánského údolí. Západně a severozápadně odtud je údolí ohraničeno svahy zlomového horského pásu, který sleduje Jordánské údolí. Konkrétně jde o výšinu Ramot Isachar, respektive její součást Ramat Cva'im. Z této vysočiny sestupuje vádí Nachal Chamadja, jenž míjí vesnici z východu a u pahorku a rekreační oblasti Tel Chugla ústí do toku Nachal Charod, který pak jeho vody odvádí do Jordánu. Severně od vesnice do Jordánu rovněž ústí vádí Nachal Došen. Vlastní dno údolí je rovinaté, s rozsáhlými plochami umělých vodních nádrží a zemědělských pozemků.
Vesnice se nachází cca 3 kilometry severovýchodně od města Bejt Še'an, cca 85 kilometrů severovýchodně od centra Tel Avivu a cca 60 kilometrů jihovýchodně od centra Haify. Chamadju obývají Židé, přičemž osídlení v tomto regionu je ryze židovské. Leží ale jen 3 kilometry od hranic Jordánska.
Chamadja je na dopravní síť napojena pomocí dálnice číslo 90, která se jižně od osady kříží s dálnicí číslo 71. Podél západního a severního okraje obce do roku 1948 vedla železniční trať v Jizre'elském údolí, jejíž některé prvky jsou v krajině dosud patrné.

## Dějiny
Chamadja byla založena v roce 1942. K jejímu prvnímu založení ale došlo už v roce 1939, kdy tu vznikla jako opevněná osada typu Hradba a věž. Jméno navazuje na stejnojmennou opuštěnou arabskou vesnici al-Hamidija, jež byla nazvána podle tureckého sultána Abdula Hamida II.
Prvotní židovská osada z roku 1939 ležela severněji než nynější kibuc. První osadníci se tu ovšem potýkali s nedostatkem vody a osídlení se tu proto neudrželo. V roce 1942 začala výstavba nové trvalé vesnice Chamadja, která byla situována blíže k silnici, do současné lokality. I ona ovšem měla nedostatek pitné vody. Teprve po válce za nezávislost (1948–1949) sem byla zavedena voda.
Až do roku 1948 stála cca 2 kilometry severně od židovské Chamadje i arabská vesnice al-Hamidija. Ta měla roku 1931 157 obyvatel a 42 domů. Stála tu muslimská svatyně Makama Chalida. V květnu 1948 byla v průběhu počátečního stádia války (Operace Gideon) dobyta izraelskými silami. Obyvatelstvo uprchlo. Zástavba arabské vesnice pak byla zbořena.
Během opotřebovací války na přelomu 60. a 70. let 20. století byla Chamadja opakovaně terčem přeshraničního ostřelování.
Ekonomika kibucu je založena na zemědělství, průmyslu. Kibuc prošel privatizací a odměňuje své členy individuálně, běžnými mzdami. V plánu je rozšíření o 86 rodinných domů, nabízených soukromým uchazečům o stavební pozemky.
V obci fungují zařízení předškolní péče i základní škola. Je zde společenské centrum, obchod, zdravotní středisko, plavecký bazén a sportovní areály.

## Demografie
Obyvatelstvo kibucu Chamadja je sekulární. Podle údajů z roku 2014 tvořili naprostou většinu obyvatel v Chamadji Židé (včetně statistické kategorie „ostatní“, která zahrnuje nearabské obyvatele židovského původu ale bez formální příslušnosti k židovskému náboženství).
Jde o menší sídlo vesnického typu s dlouhodobě stagnující populací. K 31. prosinci 2014 zde žilo 386 lidí. Během roku 2014 populace stoupla o 1,8 %.
| Rok            | 1948 | 1961 | 1972 | 1983 | 1995 | 2001 | 2003 | 2004 | 2005 | 2006 | 2007 | 2008 | 2009 | 2010 | 2011 | 2012 | 2013 | 2014 |
| -------------- | ---- | ---- | ---- | ---- | ---- | ---- | ---- | ---- | ---- | ---- | ---- | ---- | ---- | ---- | ---- | ---- | ---- | ---- |
| Počet obyvatel | 136  | 185  | 319  | 467  | 443  | 346  | 331  | 343  | 341  | 325  | 327  | 319  | 362  | 352  | 360  | 383  | 379  | 386  |